# AJ (歌手)
AJ（エイジェイ、韓：에이제이、本名＝キム・シユン（김시윤）、1991年6月4日（33歳） - ）は、韓国の歌手、ラッパー、俳優である。「シユン」名義でソロ活動をしている。身長183cm、体重68kg。A型。

## 来歴
- 2005年 5人組男性グループ「PARAN」として歌手デビュー。AJ以外のメンバーが入隊やソロ転向などにより事実上のグループ解散となり、学業と並行して歌手活動を行ってきた。
- アメリカにあるコロンビア大学を受験し、合格した。
- 2011年3月にU-KISSに加入。担当はラップ。
- 2012年7月29日 U-KISSの日本ツアー公演にて、コロンビア大学での学業に専念するため8月から約5ヶ月間の活動休止を発表した。
- 2013年2月16日の「St. Valentine's day EVENT～U-KISS 全員集合！！ ～」より活動復帰。
- 2014年1月よりコロンビア大学へ復学中。
- 2016年8月29日 U-KISSとして復帰はしたが所属事務所との契約満了によりグループを脱退。